# 50本塁打クラブ
50本塁打クラブ（-ほんるいだクラブ）とはメジャーリーグベースボールにおいてシーズン50本塁打以上を打った選手の非公式な集団である。最初の達成者は1920年にシーズン54本塁打を達成したベーブ・ルース。2024年時点、合計で32人の選手が50本塁打に到達し、10人が複数回達成している
。
なお、60本塁打以上は6人が延べ9回達成している。複数回達成は、サミー・ソーサ (3回) とマーク・マグワイア (2回) のみ。

## 達成者
| 選手                           | 本塁打数 | 達成時の球団                                              | 年     | 通算本塁打数 |
| ------------------------------ | -------- | --------------------------------------------------------- | ------ | ------------ |
| ベーブ・ルース (1)             | 54       | ニューヨーク・ヤンキース                                  | 1920年 | 714          |
| ベーブ・ルース (2)             | 59       | ニューヨーク・ヤンキース                                  | 1921年 |              |
| ベーブ・ルース (3)             | 60       | ニューヨーク・ヤンキース                                  | 1927年 |              |
| ベーブ・ルース (4)             | 54       | ニューヨーク・ヤンキース                                  | 1928年 |              |
| ハック・ウィルソン             | 56       | シカゴ・カブス                                            | 1930年 | 244          |
| ジミー・フォックス (1)         | 58       | フィラデルフィア・アスレチックス                          | 1932年 | 534          |
| ジミー・フォックス (2)         | 50       | ボストン・レッドソックス                                  | 1938年 |              |
| ハンク・グリーンバーグ         | 58       | デトロイト・タイガース                                    | 1938年 | 331          |
| ジョニー・マイズ               | 51       | ニューヨーク・ジャイアンツ                                | 1947年 | 359          |
| ラルフ・カイナー (1)           | 51       | ピッツバーグ・パイレーツ                                  | 1947年 | 369          |
| ラルフ・カイナー (2)           | 54       | ピッツバーグ・パイレーツ                                  | 1949年 |              |
| ウィリー・メイズ (1)           | 51       | ニューヨーク・ジャイアンツ                                | 1955年 | 660          |
| ミッキー・マントル (1)         | 52       | ニューヨーク・ヤンキース                                  | 1956年 | 536          |
| ミッキー・マントル (2)         | 54       | ニューヨーク・ヤンキース                                  | 1961年 |              |
| ロジャー・マリス               | 61       | ニューヨーク・ヤンキース                                  | 1961年 | 275          |
| ウィリー・メイズ (2)           | 52       | サンフランシスコ・ジャイアンツ                            | 1965年 |              |
| ジョージ・フォスター           | 52       | シンシナティ・レッズ                                      | 1977年 | 348          |
| セシル・フィルダー             | 51       | デトロイト・タイガース                                    | 1990年 | 357          |
| アルバート・ベル               | 50       | クリーブランド・インディアンス                            | 1995年 | 381          |
| ブレイディ・アンダーソン       | 50       | ボルチモア・オリオールズ                                  | 1996年 | 210          |
| マーク・マグワイア (1)         | 52       | オークランド・アスレチックス                              | 1996年 | 583          |
| ケン・グリフィー・ジュニア (1) | 56       | シアトル・マリナーズ                                      | 1997年 | 630          |
| マーク・マグワイア (2)         | 58       | オークランド・アスレチックス & セントルイス・カージナルス | 1997年 |              |
| グレッグ・ボーン               | 50       | サンディエゴ・パドレス                                    | 1998年 | 355          |
| ケン・グリフィー・ジュニア (2) | 56       | シアトル・マリナーズ                                      | 1998年 |              |
| サミー・ソーサ (1)             | 66       | シカゴ・カブス                                            | 1998年 | 609          |
| マーク・マグワイア (3)         | 70       | セントルイス・カージナルス                                | 1998年 |              |
| サミー・ソーサ (2)             | 63       | シカゴ・カブス                                            | 1999年 |              |
| マーク・マグワイア (4)         | 65       | セントルイス・カージナルス                                | 1999年 |              |
| サミー・ソーサ (3)             | 50       | シカゴ・カブス                                            | 2000年 |              |
| アレックス・ロドリゲス (1)     | 52       | テキサス・レンジャーズ                                    | 2001年 | 696          |
| ルイス・ゴンザレス             | 57       | アリゾナ・ダイヤモンドバックス                            | 2001年 | 354          |
| サミー・ソーサ (4)             | 64       | シカゴ・カブス                                            | 2001年 |              |
| バリー・ボンズ                 | 73       | サンフランシスコ・ジャイアンツ                            | 2001年 | 762          |
| ジム・トーミ                   | 52       | クリーブランド・インディアンス                            | 2002年 | 612          |
| アレックス・ロドリゲス (2)     | 57       | テキサス・レンジャーズ                                    | 2002年 |              |
| アンドリュー・ジョーンズ       | 51       | アトランタ・ブレーブス                                    | 2005年 | 484          |
| ライアン・ハワード             | 58       | フィラデルフィア・フィリーズ                              | 2006年 | 382          |
| デビッド・オルティーズ         | 54       | ボストン・レッドソックス                                  | 2006年 | 541          |
| アレックス・ロドリゲス (3)     | 54       | ニューヨーク・ヤンキース                                  | 2007年 |              |
| プリンス・フィルダー           | 50       | ミルウォーキー・ブルワーズ                                | 2007年 | 319          |
| ホセ・バティスタ               | 54       | トロント・ブルージェイズ                                  | 2010年 | 344          |
| クリス・デービス               | 53       | ボルチモア・オリオールズ                                  | 2013年 | 295          |
| ジャンカルロ・スタントン       | 59       | マイアミ・マーリンズ                                      | 2017年 | 402          |
| アーロン・ジャッジ (1)         | 52       | ニューヨーク・ヤンキース                                  | 2017年 | 315          |
| ピート・アロンソ               | 53       | ニューヨーク・メッツ                                      | 2019年 | 192          |
| アーロン・ジャッジ (2)         | 62       | ニューヨーク・ヤンキース                                  | 2022年 |              |
| マット・オルソン               | 54       | アトランタ・ブレーブス                                    | 2023年 | 230          |
| アーロン・ジャッジ (3)         | 58       | ニューヨーク・ヤンキース                                  | 2024年 |              |
| 大谷翔平                       | 54       | ロサンゼルス・ドジャース                                  | 2024年 | 225          |

- 複数回達成の選手欄の()は達成回数
- 2024年レギュラーシーズン終了時点[10]

## 記録

### 個人
- 達成回数 - 4回（ベーブ・ルース、マーク・マグワイア、サミー・ソーサ）
- 連続達成 - 4年（マーク・マグワイア、サミー・ソーサ）

### 全体
- 最多達成者 - 4人（1998年、2001年）
- 連続達成 - 8年（1995年 - 2002年）
- 連続複数選手達成 - 4年（1996年 - 1999年[11]）
- 最長空白期間（連続達成者ゼロ）- 12年（1978年 - 1989年）

## その他のリーグ
- ウラディミール・バレンティン（NPB・2013年・60本）
- 李承燁 (KBO・2003年・56本)
- 村上宗隆（NPB・2022年・56本）
- 王貞治（NPB・1964年・55本）
- タフィ・ローズ（NPB・2001年・55本）
- アレックス・カブレラ（NPB・2002年・55本）
- ランディ・バース（NPB・1985年・54本）
- 李承燁 (KBO・1999年・54本)
- 沈正洙 (KBO・2003年・53本)
- 朴炳鎬 (KBO・2015年・53本)
- 野村克也（NPB・1963年・52本）
- 落合博満（NPB・1985年・52本）
- 朴炳鎬 (KBO・2014年・52本)
- 小鶴誠（NPB・1950年・51本）
- 王貞治（NPB・1973年・51本）
- タフィ・ローズ（NPB・2003年・51本）
- 王貞治（NPB・1977年・50本）
- 落合博満（NPB・1986年・50本）
- 松井秀喜（NPB・2002年・50本）
- アレックス・カブレラ（NPB・2003年・50本）